# Gajlówka
Gajlówka (deutsch Gaylowken, 1938–1945 Gailau) ist ein Ort in der polnischen Woiwodschaft Ermland-Masuren und gehört zur Landgemeinde Wydminy (Widminnen) im Powiat Giżycki (Kreis Lötzen).

## Geographische Lage
Gajlówka liegt in der östlichen Mitte der Woiwodschaft Ermland-Masuren, jeweils 25 Kilometer nordwestlich der früheren Kreisstadt Lyck (polnisch Ełk) bzw. östlich der jetzigen Kreisstadt Giżycko (Lötzen).

## Geschichte
Vor 1945 bestand der damals Gaylowken heißende Ort aus mehreren kleinen Höfen und Gehöften. Von 1874 bis 1945 war das kleine Dorf in den Amtsbezirk Gorlowken (polnisch Gorłówko) eingegliedert, der – 1939 in Amtsbezirk Gorlau umbenannt – zum Kreis Lyck im Regierungsbezirk Gumbinnen (1905–1945 Regierungsbezirk Allenstein) der preußischen Provinz Ostpreußen gehörte. Von 1898 bis 1945 war Gayowken außerdem in das Standesamt Pietraschen (1938–1945 Petersgrund, Dorf; polnisch Pietrasze) einbezogen.
Im Jahr 1910 waren in Gaylowken 133 Einwohner gemeldet. Ihre Zahl belief sich 1933 noch auf 104. Aufgrund der Bestimmungen des Versailler Vertrags stimmte die Bevölkerung im Abstimmungsgebiet Allenstein, zu dem Gaylowken gehörte, am 11. Juli 1920 über die weitere staatliche Zugehörigkeit zu Ostpreußen (und damit zu Deutschland) oder den Anschluss an Polen ab. In Gaylowken stimmten 80 Einwohner für den Verbleib bei Ostpreußen, auf Polen entfielen keine Stimmen.
Am 3. Juni (amtlich bestätigt am 16. Juli) des Jahres 1938 wurde Gaylowken aus politisch-ideologischen Gründen der Vermeidung fremdländisch klingender Ortsnamen in Gailau umbenannt. Die Einwohnerzahl betrug im Jahr 1939 nur noch 93.
In Kriegsfolge kam das Dorf 1945 mit dem gesamten südlichen Ostpreußen zu Polen und erhielt die polnische Namensform Gajlówka. Heute ist der Ort ein Teil des Schulzenamtes (polnisch sołectwo) Pietrasze und eine Ortschaft im Verbund der Landgemeinde Wydminy (Widminnen), dabei vom Kreis Lyck in den Powiat Giżycki (Kreis Lötzen) „gewechselt“, bis 1998 der Woiwodschaft Suwałki, seither der Woiwodschaft Ermland-Masuren zugehörig.

## Religionen
Bis 1945 war Gaylowken resp. Gailau in die evangelische Kirche Orlowen in der Kirchenprovinz Ostpreußen der Evangelischen Kirche der Altpreußischen Union und in die katholische St.-Adalbert-Kirche Lyck im Bistum Ermland eingepfarrt.
Heute gehört Gajlówka zur evangelischen Kirchengemeinde Wydminy, einer Filialgemeinde der Pfarrei Giżycko in der Diözese Masuren der Evangelisch-Augsburgischen Kirche in Polen bzw. zur Pfarrkirche St. Kasimir Orłowo im Bistum Ełk der Römisch-katholischen Kirche in Polen.

## Verkehr
Gajlówka liegt nur wenige Kilometer südlich der Woiwodschaftsstraße DW 655 und ist über eine Nebenstraße von Pietrasze (Pietraschen, 1938–1945 Petersgrund, Dorf) aus in Richtung Szczecinowo (Szczeczynowen, 1925–1945 Steinberg) zu erreichen.
Eine Bahnanbindung besteht nicht.